# Guilherme de Azevedo
Guilherme Avelino Chaves de Azevedo (* 30. November 1839 in Santarém, Portugal; † 6. April 1882 in Paris, Frankreich) war ein portugiesischer Journalist und Lyriker.

## Leben und Werk
Guilherme de Azevedo absolvierte das Gymnasium in Santarém, danach wurde er Chefredakteur für eine dortige Zeitschrift und ging später nach Lissabon, wo er ein Teil der Kulturerneuerungsbewegung Generação de 70 wurde. Er arbeitete dort als Journalist für weitere Zeitungen und Magazine wie Diario de Manhã und andere.
1864 veröffentlichte er sein erstes Gedicht 1864 in einem Almanach. 
1880 ging er als Korrespondent für eine brasilianische Zeitung nach Paris, wo er 1882 starb. 
In seinem Werk ist der Einfluss von Lamartine, Victor Hugo und Cesário Verde spürbar. Zeitlebens hatte er eine schwache Gesundheit.

## Veröffentlichungen (Auswahl)
- Aparições, 1867, Lyrik.
- Radiações da Noite, 1871, Lyrik.
- A alma nova, 1874, Lyrik.
- Viagem à Roda da Parvónia (zusammen mit Guerra Junqueiro), Theaterstück, 1879.